# Kreditsanierung
Unter Kreditsanierung (englisch loan restructuring, loan recovery) versteht man im Bankwesen sämtliche Maßnahmen, die die Kreditnehmer von notleidenden Krediten in die Lage versetzen sollen, den Schuldendienst für ihre Kredite wieder vertragsgemäß zu erbringen.

## Allgemeines
Die Kreditsanierung ist ein Teilbereich der Problemkreditbearbeitung. Sie knüpft an Zahlungsstörungen beim Schuldendienst an, die zu Zahlungsrückständen bei einem Kreditnehmer geführt haben. Das bei einem Kreditinstitut vorhandene Exposure wird dann als „eingefrorener Kredit“ bezeichnet, der als zweifelhafte Forderung gilt und wertberichtigt werden muss. Hierdurch ergeben sich unter Umständen Forderungsverluste, die bei Kreditinstituten zu Gewinneinbußen oder gar Verlusten führen können. Um dies zu vermeiden, stehen den Kreditgebern folgende Optionen zur Verfügung:
- Kreditsanierung
- Kreditablösung
- Kredithandel
- Kreditverkauf[1]
- Verbriefung
- Kreditabwicklung

Bis auf die Kreditabwicklung zielen alle übrigen Optionen auf die Fortführung der Kredite ab. 
Thomas Hartmann-Wendels versteht unter Kreditsanierung „diejenigen Maßnahmen, die von der Bank in Verhandlungen mit dem Kreditnehmer und anderen Gläubigern ergriffen werden, um einen notleidenden Kredit wieder in ordnungsgemäße Bahnen zu lenken“. Die Kreditsanierung umfasst für ihn Maßnahmen, mit deren Hilfe ein notleidender Kredit wieder kuriert werden soll.

## Maßnahmen
Wie bei der allgemeinen Sanierung kennt auch die Kreditsanierung Maßnahmen, die eine wirtschaftliche Gesundung des Kreditnehmers herbeiführen sollen. Befindet er sich im Zahlungsverzug mit Tilgungen und/oder Kreditzinsen oder tritt ein sonstiges Kreditereignis ein und die Bank hat sich für die Kreditsanierung entschieden, kommen folgende Maßnahmen – abgestuft nach der Vorteilhaftigkeit für den Kreditnehmer – in Frage:
- Stillhalten: Der Kreditgeber unternimmt nichts, obwohl der Kreditnehmer den Schuldendienst ganz oder teilweise oder wiederholt verspätet erbringt. Insbesondere hält die Bank ganz oder teilweise nicht ausgenutzte Kreditzusagen offen, spricht keine Kreditkündigung aus und schreitet nicht zur Verwertung etwaiger Kreditsicherheiten.[4]
- Stundung: Sie bewirkt, dass der Schuldendienst vom Kreditnehmer ganz oder teilweise zu einem späteren Zeitpunkt als den im Kreditvertrag vorgesehenen erbracht werden muss.[5]
- Umschuldung: sie soll die Schuldensituation des Schuldners entlasten und dessen Kapitaldienstfähigkeit wiederherstellen.
- Sanierungskredit: Ist ein zusätzlicher Kredit, der aufgrund eines Sanierungsplans zur Verfügung gestellt wird. Der Sanierungsplan muss die – von einem Gutachter bescheinigte – positive Prognose über die Sanierungsfähigkeit und Sanierungswürdigkeit eines Kreditnehmers beinhalten.[6]
- Neuverhandlung des Kreditvertrages: Die Kreditbedingungen des ursprünglichen Kreditvertrags werden den erschwerten wirtschaftlichen Verhältnissen des Kreditnehmers angepasst.
- Zinsverzicht ist der ganze oder teilweise Erlass von Kreditzinsen.
- Schuldenerlass ist der ganze oder teilweise Erlass von Schulden.
- Zusammenarbeit mit mehreren Kreditgebern im Rahmen eines Poolvertrages, durch den die Kredite und Kreditsicherheiten gebündelt und gemeinsame Interessen gegenüber dem Kreditnehmer verfolgt werden.
- Ein Rangrücktritt kann unter Umständen eine Überschuldung abwenden oder
- Umwandlung des Kredits in eine Kapitalbeteiligung:[7] Diese Umwandlung macht aus Sicht des Kreditnehmers das bisherige Fremdkapital zu – nicht mehr rückzahlbarem – Eigenkapital, die Bank ist nicht mehr Kreditgeber, sondern Gesellschafter.

Diese Maßnahmen können isoliert oder kombiniert zur Kreditsanierung eingesetzt werden.

## Organisation
Die Kreditsanierung erfordert wegen ihrer spezifischen Aufgabengebiete besondere Fachkräfte, so dass für dieses Fachgebiet als eigenständige Organisationseinheit zu führen ist. Neben der Kreditsachbearbeitung (zuständig für Neukredite und Prolongationen), der Kreditanalyse (zuständig für die Kreditwürdigkeitsprüfung) und der Kreditabwicklung (zuständig für die Forderungsbeitreibung und Verwertung von Kreditsicherheiten) gehört die Kreditsanierung zur Marktfolge. Sie ist im Vergleich zur Kreditabwicklung kostenträchtiger, kaum automatisierbar und erfordert eine höhere Personalintensität.

## Auslagerung an externe Dienstleister
Innerhalb der letzten Jahre hat sich die Auslagerung von notleidenden Krediten durch Banken auf externe Kreditservicer etabliert. Dies liegt zum einen daran, dass durch Personalabbau und Umstrukturierungen nach der Bankenkrise 2008/2009 vielen Kreditinstitute für extrem betreuungsintensive Risikoengagements keine Personalressourcen in ausreichender Form zur Verfügung stehen. Zum anderen sind die Verhandlungspositionen der ehemaligen Vertragspartner (also Kunde und Kreditinstitut) in vielen Fällen so festgefahren, dass ein Finanzintermediär – losgelöst von den Positionen der ehemaligen Vertragspartner – einvernehmliche Lösungen zwischen den Vertragspartnern erarbeiten kann. Die Auslagerung kann in Form eines Kreditverkaufs oder eines Servicingauftrages erfolgen. Im Falle des Kreditverkaufs erhält das Kreditinstitut sofort einen Kaufpreis für den notleidenden Kredit und tritt alle Rechte aus dem Vertrag an den Dienstleister ab – dieser wir nun neuer Gläubiger. Im Falle eines Servicingauftrages erhält das Kreditinstitut alle eingehenden Gelder abzüglich der Servicegebühren. Im Falle einer Servicingvereinbarung ist die Kommunikation zwischen Gläubiger und Servicer von Bedeutung.

## Bedeutung in Deutschland
Die Kreditsanierung ist in der deutschen Kreditwirtschaft seit Anfang 2000 gegenüber der Abwicklung deutlich wichtiger geworden. Wesentlicher Grund dafür ist die zunehmende Erkenntnis auf der Kapitalmarktseite, dass die reine Zwangsvollstreckung in der Regel schlechtere Ergebnisse bringt als eine Herangehensweise unter geänderter Vorgehensweise. Dazu kommt die Erfahrung, dass die meist starke vertragliche Position des Kreditgebers dann nichts nutzt, wenn insbesondere langes Zögern, Furcht vor rechtzeitigen und notwendigen Wertberichtigungen oder Sorge vor der Durchführung und Verwertung trotz (hoher) Wertminderung, letztlich doch einen Totalverlust nach sich ziehen (englisch collateral damage).

### Schuldrechtsreform
Einen ganz erheblichen Beitrag – insbesondere für künftige Sanierungsfälle – hat der Gesetzgeber mit der Schuldrechtsreform, die am 1. Januar 2002 in Kraft trat, geleistet. Zuvor waren insbesondere die berechneten Zinsen bei Krediten und Hypothekendarlehen heftig umstritten, weil erhebliche Aufschläge auf den üblichen Marktzins häufig vorkamen. Nunmehr dürfen ausschließlich folgende Zinssätze für gekündigte Kredite und Darlehen berechnet werden.

#### Verbraucher (Privatpersonen)
- für Hypothekendarlehen: 2,5 % Aufschlag auf den Basiszinssatz der Deutschen Bundesbank
- für alle anderen Kredite: 5 % Aufschlag auf den Basiszinssatz der Deutschen Bundesbank

Der Basiszinssatz wird jeweils am 1. Januar und am 1. Juli eines jeden Jahres durch die Deutsche Bundesbank neu festgelegt.
Dabei ist zu berücksichtigen, dass es ein so genanntes Zinseszinsverbot gibt. Das heißt, gekündigte Kredite werden nicht, wie z. B. lfd. Kontokorrentkredite, monatlich oder vierteljährlich abgerechnet, wobei die aufgelaufenen Zinsen dem Kredit zugeschlagen werden, sondern für die Dauer der Kreditkündigung ohne Zwischenabrechnung fortgeschrieben, und erst am Schluss werden die aufgelaufenen Zinsen dem Kredit zugeschlagen.
Wenn ein Kredit durch Grundpfandrechte (Grundschulden, Sicherungsgrundschulden oder Hypotheken) an rangerster Stelle gesichert wird und diese Absicherung nach sorgfältiger Ermittlung des Verkehrswertes zu 80 % des Beleihungswertes beliehen wird, so ist dieser Kredit in der Regel als Hypothekendarlehen zu bewerten, was für die ursprünglich vereinbarte Zinshöhe von ganz erheblicher Bedeutung sein kann, weil sich unter Umständen eine Sittenwidrigkeit des Kredites wegen Zinswuchers ergeben kann.

#### Unternehmenskredite
- Für alle Unternehmensfinanzierungen: 5 % Aufschlag auf den Basiszinssatz der Deutschen Bundesbank.

Diese gesetzlich klare Definition der zu berechnenden Schuldzinsen bei gekündigten Krediten erlaubt – insbesondere bei privaten Hypothekendarlehen und Kontokorrentkrediten – zumeist eine effiziente Kreditsanierung, da die Zinsen in der Regel unter den zuvor berechneten Kreditzinsen liegen, der Schuldner zunächst also erst einmal eine Entlastung erfährt.

### Sanierungsbetreuung
Von Sanierungsbetreuung spricht man in rechtlichen Zusammenhängen, wenn spezialisierte Rechtsanwälte verschuldete Kreditnehmer bei ihrer wirtschaftlichen Sanierung unterstützen. Die Aufgaben eines Anwaltes umfassen dabei die Korrespondenz mit finanzierenden Banken, die Begleitung von Bankgesprächen sowie die professionellen Durchführung von Vergleichsverhandlungen.

#### Hintergrund
Wenn Anlegern hohe Verluste durch hochriskante Kapitalanlagen wie zum Beispiel bei Schrottimmobilien entstehen, können möglicherweise Ansprüche gegenüber dem Verkäufer, Berater oder der finanzierenden Bank geltend gemacht werden. Grundsätzlich ist eine Klage für Anleger stets mit erheblichen Risiken verbunden. Eine Alternative zur Klage, auch nach der Verjährung rechtlicher Ansprüche, sind Verhandlungen, bei denen Bank und Anleger gemeinsam nach einer wirtschaftlichen Lösung suchen. Wenn Betroffene diese Verhandlungen nicht alleine führen und für Gespräche mit der finanzierenden Bank anstelle eines staatlichen Schuldnerberaters die juristische Unterstützung eines Fachanwalts für Bank- und Kapitalmarktrecht suchen, handelt es sich um eine professionelle Sanierungsbetreuung.

#### Ziel
Ziel der Sanierungsbetreuung ist es, mit den finanzierenden Instituten eine individuelle Regelung in Bezug auf ein riskantes Finanzprodukt und den damit verbundenen Kredit zu finden, um die wirtschaftliche Situation des Schuldners deutlich zu verbessern. Im Idealfall können durch eine Sanierungsbetreuung einvernehmliche Lösungen in Form von Konditionsanpassungen oder sogar ein vollständiger oder teilweiser Forderungsverzicht der finanzierenden Bank erzielt werden.

## Ziele der Kreditsanierung
Notleidende Kredite werden von Ratingagenturen und von Kreditinstituten mit dem schlechtesten Rating (Ausfall oder Teilausfall, englisch default) versehen und müssen in allen EU-Mitgliedsstaaten im Rahmen der Mindesteigenkapitalanforderungen für Kreditrisiken nach Art. 122 Abs. 1 Kapitaladäquanzverordnung (englische Abkürzung CRR) als „Bonitätsstufe 6“ bei Krediten an Nichtbanken mit 150 % ihres Nennbetrages durch Eigenmittel unterlegt werden, wirken mithin stark eigenkapitalbelastend und erschweren hierdurch das künftige Kreditgeschäft. Es liegt damit im Interesse der Banken, wenn sie bei diesen Krediten versuchen, durch die zur Verfügung stehenden Maßnahmen die Bonität ihrer Kreditnehmer wieder auf das Bonitätsniveau anlagewürdig (englisch investment grade) anzuheben, das lediglich mit 100 % oder gar 50 % Eigenmittelbelastung auskommt.